# Calotis glabrescens
Calotis glabrescens là một loài thực vật có hoa trong họ Cúc. Loài này được C.T.White mô tả khoa học đầu tiên năm 1947.